# NGC 7474
NGC 7474 ist eine linsenförmige Galaxie vom Hubble-Typ S0 im Sternbild Pegasus am Nordsternhimmel. Sie ist schätzungsweise 463 Millionen Lichtjahre von der Milchstraße entfernt und hat einen Durchmesser von etwa 65.000 Lj.
Im selben Himmelsareal befindet sich u. a. das Galaxienpaar NGC 7475.
Das Objekt wurde am 9. September 1864 von Albert Marth entdeckt.